# 옌지역
옌지역(중국조선어: 연길역, 중국어: 延吉站, 병음: Yánjí zhàn)은 지린성 옌볜 조선족 자치주 옌지시 역앞거리(站前街)에 위치한 철도역으로, 이전 명칭은 젠다오역(间岛站, 간도역)이었다. 우편 번호는 133000이다. 이 역은 1924년에 지어졌으며, 창투 철로(长图铁路)가 이 역을 통과하며, 승객 및 화물 운송을 취급한다. 역의 상하행 노선은 비전철화인 상태이다. 창춘역에서 477km, 투먼역에서 52km 떨어져있으며, 선양 철로국(沈阳铁路局)에 소속된 2등역이다.

## 역 구조

### 역사
2004년 11월에 건설된 연길역 역사는 8800m2 규모로, 한국의 전통의복의 상모에서 영감을 받아 건설되었다. 매표소는 역사 오른쪽에 위치하고 있으며, 매표창구 10개와 셀프 매표기 2대가 설치되어 있다. 대합실은 역사 중앙에 있으며, 일반 대합실 2개와 연석 대합실 1개로 총 1000개의 대기석을 갖추고 있다. 비수기에는 일반 대합실 두 개중 하나만 개방한다.

### 역내

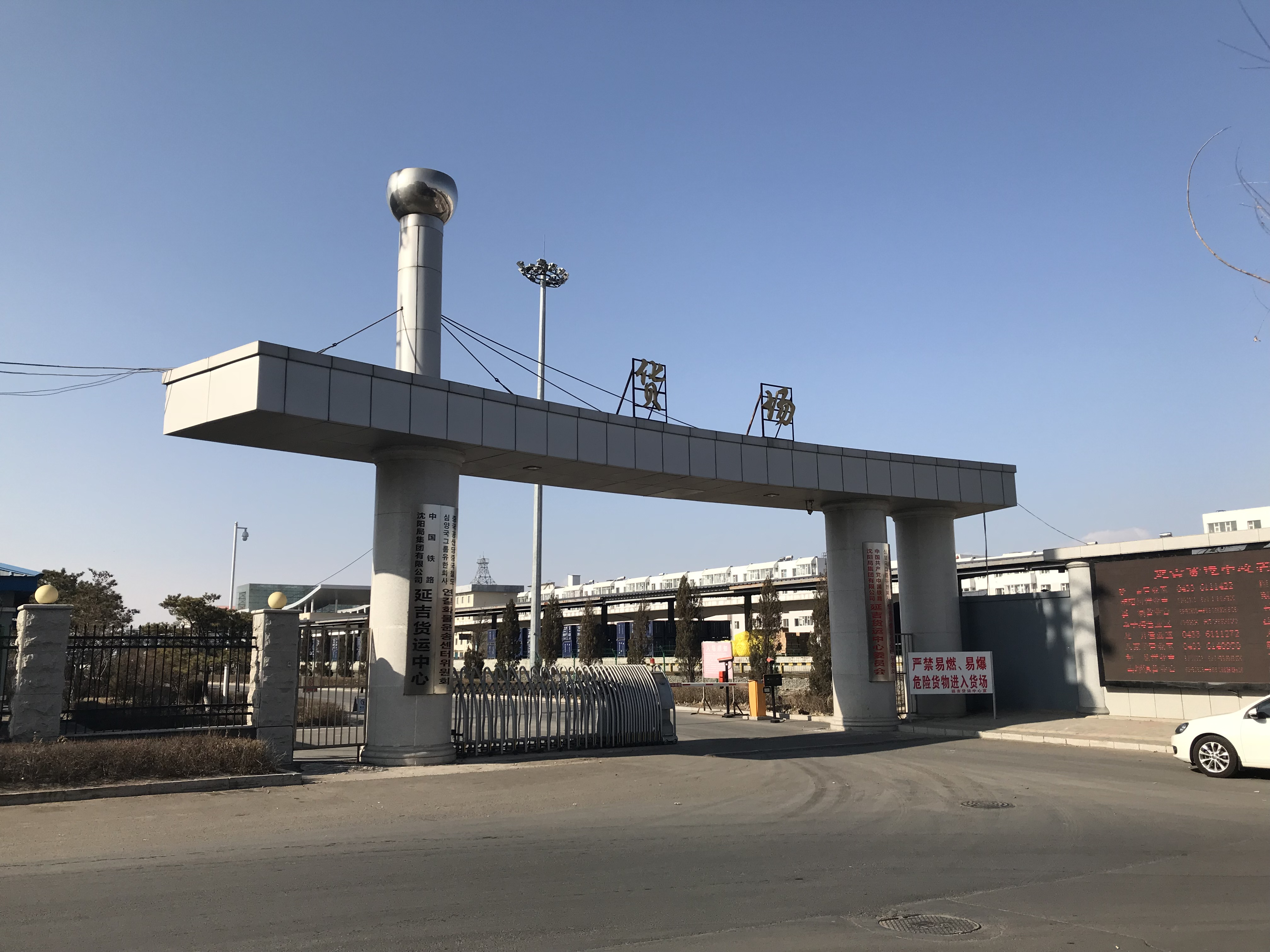
역 화물 하치장

연길역에는 두 개의 여객 승강장이 있다. 이 중 1번 승강장은 상대식 승강장으로 길이 560m에 화강암으로 덮여 있으며 강철 구조물 캐노피로 덮여 있다. 2번 승강장은 섬식 승강장으로 저상 승강장 계열이다. 역과 승강장 사이는 고가교와 지하통로 중 하나를 통해 연결된다.
역 화물장은 톄신로(铁新路)28호에 위치하고 있어 화물 운송 업무를 처리하지만, 산적화물의 발송,도착은 취급하지 않는 연변의 내륙항이다. 역에는 "완이(万益) 지방특산품 도매거래시장 서비스 유한회사"와 "옌지시 물류 저장운수 유한책임화사"와 연결되는 전용노선이 있다.
| 역내   |             | 출구, 매표소, 대기실, 개찰구 |
| 승강장 | 1号站台     | 1号站台                      |
| 승강장 | 착발선      | 창투 철로 열차               |
| 승강장 | 본선        | 창투 철로 열차               |
| 승강장 | 2号站台     |                              |
| 승강장 | 착발선      | 창투 철로 열차               |
| 승강장 | 착발선      | 창투 철로 열차               |
| 승강장 | 착발선      | 창투 철로 열차               |
| 승강장 | 화물 하치장 |                              |

## 연결 교통
옌지 차오양촨 공항과 약 5.4 km 떨어져 있으며, 15번 버스를 통해 갈 수 있다.

## 주변 역

### 중국 국철
- 창투철로
  - 차오양촨역(창춘 방면) ← 11km 연길역 10km → 시둥역(투먼 방면)

## 같이 보기
- 연길 서역